# Serenada mexicană
Serenada mexicană (titlul original: în spaniolă Serenata en México) este un film dramatic muzical mexican, realizat în 1956 de regizorul Chano Urueta, protagoniști fiind actorii Rosita Quintana, Luis Aguilar, Abel Salazar și Martha Patricia.

## Rezumat
Intriga se învârte în jurul unei povești pasionale de dragoste și muzică, în care personajele principale se găsesc implicate în situații romantice și complicate în peisajul pitoresc mexican. Filmul se remarcă prin coloana sonoră vibrantă și prin performanțele carismatice ale protagoniștilor săi interpreți de muzică mariachi și ranchera.

## Distribuție
- Rosita Quintana – Alma Rios
- Luis Aguilar – Tomás Rivas
- Abel Salazar – David
- Martha Patricia – Rosita (ca Marta Patricia)
- Nacho Contla – Don Andrés (ca Ignacio Contla)
- Luis Abbadie – Louis Taylor (ca Luis Abadié)
- Pompín Iglesias – Pompín (ca Pompín Iglesias)
- Mariachi Vargas de Tecalitlán – Mariachi
- Chelo La Rue – balet (ca Ballet de Chelo La rue)
- Víctor Manuel Castro – un chelner (nemenționat)
- José Chávez Abundiz – spectator la teatru (nemenționat)
- María Luisa Cortés – spectatoare la teatru (nemenționată)
- Amada Cuenca – clienta de la cabaret (nemenționată)
- Felipe de Flores – spectatorul de la teatru (nemenționat)
- Martha Lipuzcoa – infirmiera (nemenționată)
- Pedro Ortega 'El Jaibo' – un chelner (nemenționat)
- Virginia Retana – o spectatoare de la teatru (nemenționată)
- Carlos Robles Gil – un spectator de la teatru (nemenționat)
- Armando Velasco – Don Ernesto (nemenționat)

## Melodii din film
1. „Nunca” – de Guty Cárdenas;
2. „Serenata sin Luna” – de José Alfredo Jiménez, interpretată de Rosita Quintana și Luis Aguilar[4]
3. „Una Noche de Julio” – de José Alfredo Jiménez;
4. „Gritenme piedras del campo” de Cuco Sánchez;
5. „Que me dura” – de Cuco Sánchez;
6. „Corazón, no te rajes” – Hermanos Cantoral;
7. „Mi Mexico” – de Pepe Guizar;
8. „La Enramada” – de Graciela Olmos;
9. „Canción Mexicana” – de Tomás Ponce Reyes;
10. „Hay unos ojos” – textul de Ramon Ayala, interpretat de Ruben Fuentes;
11. „La ultima Canción” – de Rubén Fuentes;
12. „Nieve, viento y Sol” – de Atahualpa Yupanqui;

## Lansare
Filmul a avut premiera în Mexic pe data de 5 iulie 1956 cu titlul în spaniolă Serenata en México.
În România premiera filmului a avut loc la data de 13 martie 1958 la cinematografele „V. Alecsandri” și „București” din capitală.